# Mame Fagueye Bâ
Mame Faguèye Bâ, née le 6 juin 1968 à Saint-Louis, est une styliste et costumière de cinéma sénégalaise, basée à Dakar.  

## Distinctions
Mame Fagueye Bâ obtient le prix des meilleurs costumes pour la série Vautours au festival Les Teranga 2022.
Elle est également récompensée par le prix d’honneur du jury pour l’ensemble de sa carrière de costumière et designer au festival Les Teranga 2022.
Elle a été sacrée meilleure styliste d’Afrique de l’Ouest, en 2002 lors du festival, organisé par Ecowas au Nigeria, Ecofest.  
Elle obtient le prix MNET 98 pour le meilleur costume du film francophone en Afrique du Sud, pour le film Tableau Ferraille.
Mame Fagueye Bâ est décorée Chevalier des Arts et des Lettres du Sénégal.

## Filmographie

### Costumière
- 2023 : Timpi Tampa - Adama Binta Sow
- 2023 : Fajar - Adama Diop
- 2023 : Fagadaga - Yoro M’baye
- 2023 :  Blood river – Arte production
- 2022 : Infidèles – Saison 4 - EvenProd
- 2022 : Vautours – Saison 1 - EvenProd
- 2021 : Twist à Bamako – R. Guédiguian
- 2012 : Adouna, la vie, le monde - O. Langlois
- 2009 : Black – Pierre Laffargue
- 2008 : Tremblements lointains de Manuel Poutte
- 2005 : Capitaines des Ténèbres de Serge Moati
- 2004 : Un Amour d’enfant de Bène Diogaye Bèye
- 2001 : Le Prix du Pardon de Mansour Sora Wade
- 2001 : Karmen de Jo Ramaka Geï
- 1997 : Tableau Ferraille de Moussa Sène Absa
- 1996 : Caprice d’un Fleuve – B. Giraudeau

## Styliste et créatrice
Mame Faguèye Bâ trouve son inspiration à Saint-Louis sa ville d'origine, ancienne capitale du Sénégal et de l’AOF. 
Elle travaille ses créations pour la mode ou le cinéma, vêtements et accessoires, entre le moderne et le traditionnel, avec un grand travail des matières.
Ces créations sont réalisées dans de nombreuses matières (lin, coton, peau, organza, crêpe, mousseline, soie, pagne tissé, perles en bois, raphia): en design haute couture ou prêt à porter, robe de soirée, costumes modernes ou historiques 
Faguèye participe à de nombreux défilés  en Europe, aux Etats-Unis, au Japon, en Afrique, comme par exemple, la Black Fashion Week sur Paris.